# The Hitman's Wife's Bodyguard
The Hitman's Wife's Bodyguard es una película estadounidense de comedia y acción dirigida por Patrick Hughes y escrita por Brandon y Phillip Murphy. Es una secuela de la película de 2017 The Hitman's Bodyguard. La película es protagonizada por Ryan Reynolds, Samuel L. Jackson, Salma Hayek, Frank Grillo, Richard E. Grant, Tom Hopper, Antonio Banderas y Morgan Freeman.

## Argumento
Michael Bryce está dispuesto a renunciar a ser guardaespaldas de nuevo y a hacer las paces, hasta que Sonia Kincaid lo encuentra y le pide ayuda. Necesita su ayuda para recuperar a su marido sicario Darius, después de que éste sea secuestrado por unos mafiosos. Tras recuperarlo, son atrapados por el agente de la Interpol Bobby O'Neill, que necesita su ayuda para localizar a un cerebro terrorista llamado Aristóteles Papadopoulos, que quiere destruir la red eléctrica y la infraestructura europea, ya que la Unión Europea está planeando imponer más sanciones a Grecia.
El trío se mete en más problemas, con Bryce llevándose gran parte del peso físico de sus encuentros. Después de recibir ayuda de su padrastro guardaespaldas, Bryce Senior, el trío es capturado por los secuaces de Aristóteles. Éste tiene una historia con Sonia, ya que fue estafado por ella aunque se enamoró de verdad. Tras ponerla en contra de Darius Kincaid, él y Bryce se ven obligados a huir. Para empeorar las cosas, Senior resulta estar trabajando con Aristóteles y le da la espalda a Bryce.
Bryce y Kincaid dejan de lado sus problemas y trabajan juntos para rescatar a Sonia y detener a Aristóteles. Tras matar a los secuaces de Aristóteles, desbaratan su plan de utilizar un taladro eléctrico para introducirse en la red eléctrica europea y luchar contra Aristóteles y Senior. Bryce mata a Senior mientras Kincaid y Sonia matan a Aristóteles. Bryce consigue accionar la anulación manual para destruir la nave y detener el taladro, y los tres consiguen sobrevivir a la explosión. O'Neill dice que tienen que permanecer juntos en el barco durante 48 horas antes de ser autorizados y liberados, y luego entrega a Bryce unos papeles para que los firme, que cree que son su licencia AAA. Bryce los firma sólo para descubrir que son papeles de adopción para que sea el hijo de Sonia y Kincaid.

## Reparto
- Ryan Reynolds como Michael Bryce
  - Bartol Grozdek como el joven Michael Bryce
- Samuel L. Jackson como Darius Kincaid
- Salma Hayek como Sonia Kincaid
- Antonio Banderas
- Frank Grillo
- Morgan Freeman
- Richard E. Grant como el Sr. Seifert
- Tom Hopper como Magnusson
- Kristofer Kamiyasu como Zento
- Gabriella Wright como Veronika

## Producción
En mayo de 2018, se anunció que Ryan Reynolds, Samuel L. Jackson y Salma Hayek estaban en las primeras conversaciones para retomar sus papeles para una secuela de la película de 2017 The Hitman's Bodyguard, titulada The Hitman's Wife's Bodyguard, con planes de comenzar la filmación más adelante. Mientras Lionsgate estaba en conversaciones para tomar los derechos en Estados Unidos, con Patrick Hughes también en conversaciones para regresar para dirigir. En noviembre de 2018, Lionsgate adquirió los derechos estadounidenses de Millennium Films, mientras que Matthew O'Toole y Les Weldon producirían la película a través de Millennium y Campbell Grobman Films, y Hughes volvería a dirigir la película con el guion de Brandon y Phillip Murphy. Reynolds, Jackson y Hayek también firmaron oficialmente para protagonizar la secuela. En marzo de 2019, Frank Grillo, Morgan Freeman, Antonio Banderas y Tom Hopper se unieron al elenco de la película, con Richard E. Grant retomando su papel de la primera.
El rodaje comenzó el 2 de marzo de 2019 en Europa. El rodaje tuvo lugar en Italia, Croacia, Eslovenia, Bulgaria y Reino Unido.

## Estreno
Lionsgate Films estrenó la película el 16 de junio de 2021, después de haber sido retrasada previamente al 20 de agosto de 2021, desde una fecha de estreno original del 28 de agosto de 2020 debido a la pandemia de COVID-19.

## Recepción

### Taquilla
Al 30 de junio de 2021, Hitman's Bodyguard's Wife ha recaudado $27.2 millones en los Estados Unidos y Canadá, y $14.3 millones en otros territorios, para un total internacional de $41.5 millones.
En los Estados Unidos y Canadá, se proyectaba que la película recaudaría alrededor de $15 millones en 3331 salas durante su fin de semana de estreno de cinco días. La película obtuvo $3.9 millones en su primer día de estreno, incluidos $1.8 millones de proyecciones preestreno el fin de semana anterior y $815 000 dólares de las vistas previas del martes por la noche. Pasó a recaudar $11.7 millones en su primer fin de semana y $17 millones durante los cinco días, encabezando la taquilla.

### Crítica
En el sitio web del agregador de reseñas Rotten Tomatoes, la película tiene una calificación de aprobación del 27% según 161 reseñas, con una calificación promedio de 4.4/10. El consenso de los críticos del sitio dice: "A pesar de los encantos de su conjunto, The Hitman's Wife's Bodyguard no protege a la audiencia de tropos de género repetitivos y cansados". Según Metacritic, que asignó un puntaje promedio ponderado de 32 sobre 100 basado en según 34 críticos, la película recibió "reseñas generalmente desfavorables". Las audiencias encuestadas por CinemaScore le dieron a la película una calificación promedio de "B" en una escala de A+ a F, mientras que PostTrak informó que el 75% de los miembros de la audiencia le dieron una puntuación positiva, y el 53% dijo que definitivamente la recomendaría.
Alonso Duralde de TheWrap escribió: "'Hitman's Wife Bodyguard' es una comedia sin una sola risa legítima, y una película de acción donde los autos siguen explotando mientras los A-listers se gritan entre sí, como si eso fuera intrínsecamente divertido o entretenido". Desde The Hollywood Reporter, David Rooney dijo: "Los guionistas Tom O'Connor, Phillip Murphy y Brandon Murphy no muestran ningún interés en cómo personajes creíbles, incluso los cómicos exageradamente caricaturescos, podrían realmente comportarse en circunstancias como estas, que no sería tan malo si la película fuera más divertida. Pero sus risas ocasionales se ahogan en un mar de tropos de comedia de acción que han estado obsoletos durante décadas".